# 綾波ゆめ
綾波 ゆめ（あやなみ ゆめ、1995年6月9日 - ）は、日本のAV女優。元グラビアアイドル。東京都出身。テスター所属。

## 略歴・人物
Gカップの現役高校生グラビアアイドルとして17歳でデビュー。キャバ嬢とアイドルによるユニット「アイドルピット」のメンバーとしても活動した。
2015年9月、ケイ・エム・プロデュースのレーベル“Million”の専属女優としてAVデビュー。AV女優への転身に伴い所属事務所をテスターに移す。
趣味はアニメ・コスプレ、特技は裁縫。

## 出演作品

### イメージDVD
- 愛のかたち ゆめのかたち（2013年2月21日、イーネット・フロンティア）
- 17才… ゆめのTバック（2013年7月23日、INTEC Inc）
- ガールフレンド育成計画（2013年10月24日、イーネット・フロンティア）
- 夢心地（2014年4月23日、INTEC Inc）

### アダルトDVD
※メーカーは全作品ケイ・エム・プロデュース（Million）
2015年
- 芸能人 超美神 綾波ゆめ（9月11日）
- カワイイコスプレ（10月9日）
- 風俗フルコース（11月13日）
- 潜入捜査官（12月11日）

2016年
- イカセ4時間 綾波ゆめ イキ過ぎてごめんなさいスペシャル（1月8日）
- 軟禁セフレ女子校生（2月12日）
- くぱくぱラジオDJ綾波ゆめに生本番中突然エッチな無理難題を押し付けたら、いったいどんな神対応をするのか!!（3月11日）
- 初中出し解禁（4月8日）
- 全部丸見え! 超肉眼中出しエロティシズム（5月13日）
- 大量ザーメンぶっかけ（6月10日）
- 鬼イカセ（7月8日）

## 出演

### テレビ
- アイドル☆ピット（2013年、エンタメ〜テレ）
- (仮)TV #25,#26（2015年9月22日,29日、東京MX）
- ビ〜チ9（2016年2月、テレビ埼玉） - マンスリーゲスト

### 映画
- 演歌の女 乱れ慕情 艶景色（2019年2月15日、オーピー映画） - 小嶋明日香 役[3]